# Jarzinho Pieter
Jarzinho Saul Emmanuel Pieter (Willemstad, 11 november 1987 – Port-au-Prince, 9 september 2019) was een Curaçaos voetballer die als doelman speelde.
Pieter kwam op Curaçao uit voor RKSV Centro Dominguito en SV VESTA en werd zes keer Curaçaos kampioen. In de zomer van 2018 speelde hij enkele maanden op Bonaire voor SV Juventus. In 2013 debuteerde hij voor het Curaçaos voetbalelftal waar hij voornamelijk reservedoelman was. Pieter maakte deel uit van de Curaçaose selectie op de CONCACAF Gold Cup 2017 en 2019 en Caribbean Cup 2014 en 2017. Met Curaçao won Pieter de Caribbean Cup 2017.
Pieter stierf op 9 september 2019 op 31-jarige leeftijd in het spelershotel in Port-au-Prince op Haïti waar hij met het Curaçaos voetbalelftal was voor een wedstrijd in de CONCACAF Nations League.

## Erelijst
RKSV Centro Dominguito
Sekshon Pagá / Promé Divishon: 2012, 2013, 2015, 2016, 2017
SV VESTA
Promé Divishon: 2019
Curaçao
Caribbean Cup: 2017
King's Cup: 2019